# Satyrus bicoeca
Satyrus bicoeca är en fjärilsart som beskrevs av Ramon Agenjo Cecilia 1963. Satyrus bicoeca ingår i släktet Satyrus och familjen praktfjärilar. Inga underarter finns listade.